# Bertrand de Montfavès
Bertrand de Montfavès (autres formes : de Montfavet, de Montfavez, de Montfavend), est un cardinal français, né vers 1270 à Castelnau-Montratier et décédé le 1er décembre 1342 à Avignon.

## Biographie
Bertrand de Montfavès est chanoine-comte de Saint-Jean de Lyon, en 1319, et protonotaire apostolique. Il fait partie des familiers du pape Jean XXII.
De Montfavès  est créé cardinal par le pape Jean XXII lors du consistoire du 17 décembre 1316. Le cardinal de Montfavès  est archiprêtre de la basilique du Latran.
Il participe au conclave de 1334, lors duquel Benoît XII est élu, mais ne participe pas au conclave de 1342 (élection de Clément VI).
Il est inhumé dans l'Église Notre-Dame-de-Bon-Repos de Montfavet, église et monastère construits de 1343 à 1347, suivant ses souhaits testamentaires.